# Haus Eller

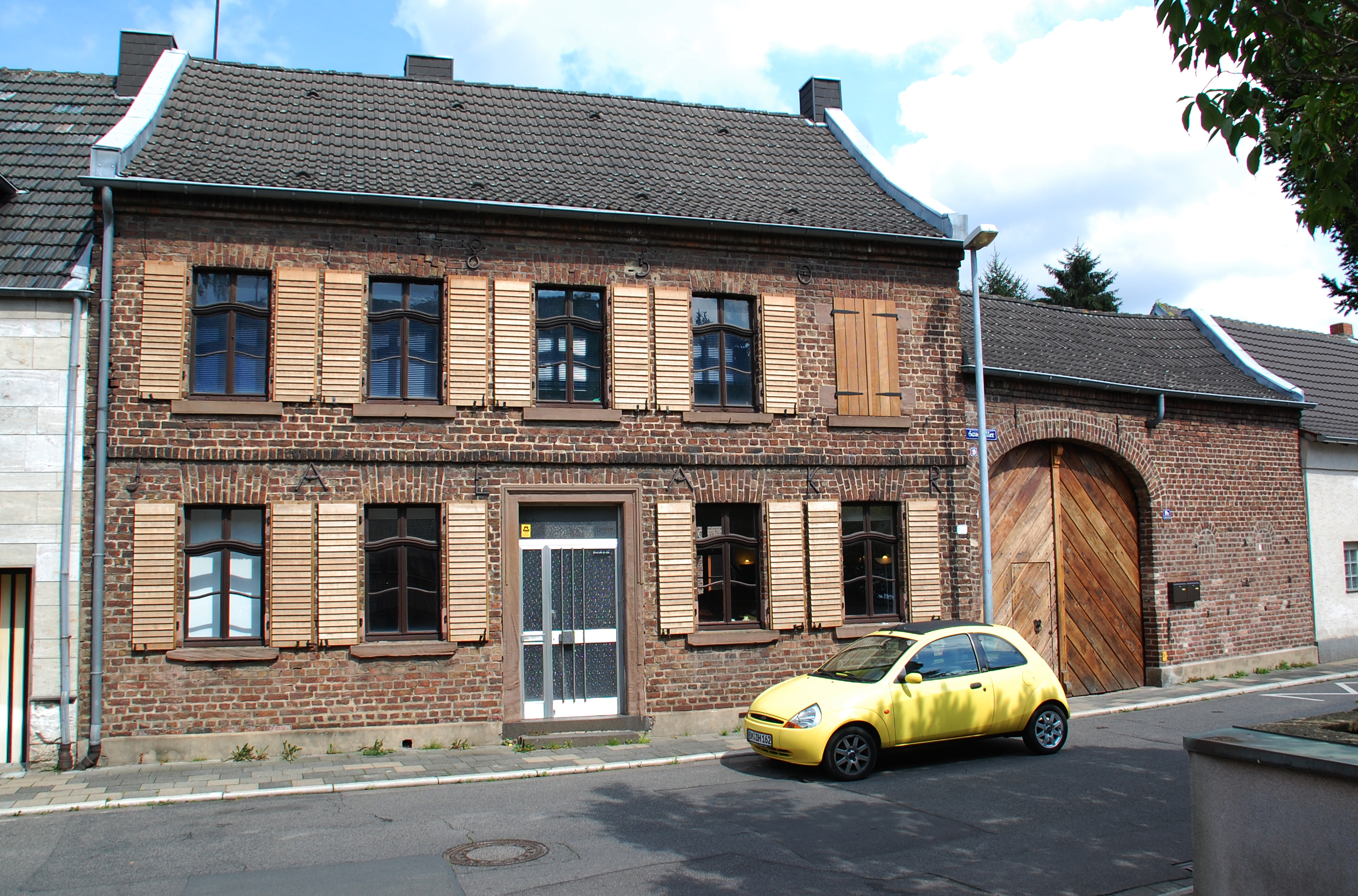

Haus Eller in Bergheim-Ahe ist ein Pianomuseum und Denkmal.

## Denkmal
Haus Eller ist eingetragenes Denkmal („bedeutend für die Geschichte des Menschen und erhaltenswert aus wissenschaftlichen, besonders architektur- und ortsgeschichtlichen sowie hauskundlichen Gründen“). Haus Eller ist ein ehemaliges landwirtschaftliches Anwesen. Der Wohnbau des Dreiseithofs ist ein Fachwerk-Ständerbau mit fünfachsiger Fensterfront und stammt gemäß dem original erhaltenen Hoftorbeschlag aus dem Jahre 1778. Die Fassade wurde 1850 (belegt durch Maueranker) durch eine aufwändig gestaltete vorgesetzte Verklinkerung erneuert. Sehenswert im Inneren sind unter anderem neben einer Stuckdecke in der früheren „guten Stube“ Kölner Decken sowie historische Kanonenöfen. Auch der eichene Dachstuhl stammt – neben weiteren Details – noch aus der Erbauungszeit. Die Bezeichnung „Haus Eller“ erinnert an die Familie Eller, die den Hof im 19. und 20. Jahrhundert bewohnte. Letzter Spross der Familie war der Ortsvorsteher und Bergheimer Ehrenbürger Christian Eller († 1930), dem Ahe insbesondere die Errichtung der heutigen Kirche im Jahre 1929 verdankt.

## Sammlung
Der Musikverleger Christoph Dohr errichtete im Denkmal-Hof „Haus Eller“ in Bergheim-Ahe (nahe Köln) ein privates Pianomuseum. Das Museum ist seit 2007 für Gruppen nach vorheriger Anmeldung im Rahmen von Führungen zu besichtigen. Seit September 2005 finden regelmäßig Konzerte statt, in denen historische Instrumente und deren Kopien zum Erklingen kommen. Im Rahmen dieser Konzerte sind Teile der Sammlung auch außerhalb der Führungen zu besichtigen. Seit 2002 erscheinen zur klanglichen Dokumentation CDs, eingespielt auf den Instrumenten der Sammlung Dohr. Die Sammlung hat mehrere Schwerpunkte: (1) Hammerflügel aus der Zeit von 1790 bis 1900; (2) Tafelklaviere aus der Zeit von 1770 bis 1880; (3) Kielinstrumente des 20. Jahrhunderts; (4) Sonderformen und Spezialitäten.

## Instrumente

### Hammerflügel
- 1796 (ca.) Hammerflügel, J. J. Könnicke (Wien); Nachbau J. C. Neupert 2007
- 1820 (ca.) Hammerflügel, William Stodart (London)
- 1825 (ca.) Hammerflügel, Christian Erdmann Rancke (Riga)
- 1830 (ca.) Hammerflügel, Joseph Baumgartner (München)
- 1830 (ca.) Hammerflügel, Anton Biber (Nürnberg)
- 1841 (ca.) Hammerflügel, C(onrad?) Graf (Wien)
- 1861 Konzertflügel, Johann Baptist Streicher & Sohn (Wien)
- 1865 Salonflügel, Kirkman & Son (London)
- 1868 Konzertflügel, Theodor Stöcker (Berlin)
- 1875 Konzertflügel, Broadwood (London)
- 1877 Salonflügel, Pleyel & Wolff (Paris); # 68941
- 1894 Salonflügel, Pleyel (Paris); #112xxx
- 1897 Großer Salonflügel mit Strahlenklaviatur, Rudolf Ibach (Schwelm)
- 1909 Stutzflügel, Bösendorfer (Wien)

### Tafelklaviere
- 1771, Zumpe & Buntebart (London)
- 1780 (ca.), Johannes Pohlman[n] (London)
- 1785 (ca.), Christopher Ganer (London)
- 1786, Sébastien Érard (Paris)
- 1800 (ca.), anonym, England
- 1805 (ca.), Knowles & Allen (Aberdeen/Schottland)
- 1817, Broadwood (London); #21619
- 1820 (ca.), Walter & Sohn (Wien)
- 1820 (ca.), J. P. Moos (Nürnberg)
- 1827, Broadwood (London)
- 1835, Jean Henri Pape (Paris) (2 Expl.)
- 1850 (?), anonym; Spinett-Bauweise
- 1860 (?), Dörner (Stuttgart)
- 1875, Schiedmayer und Söhne (Stuttgart); kreuzsaitiger Bezug (2 Expl.)
- 1875, Schiedmayer und Söhne (Stuttgart); strahlenförmiger Bezug

### Lyraflügel
- 1825 (ca.) Lyraflügel, anonym

### Piano Sonderformen
- 1838 Piano „Niche de Chien“, François Soufleto (Paris)
- 1842 Piano Console, Jean Henri Pape (Paris) #5039
- 1845 Piano Console, Jean Henri Pape (Paris) #5700
- 1880 mech. Walzenklavier J. Gilardenghi (Marseille)
- 1895 (ca.) Dirigentenklavier J. Erbe, Eisenach
- 1900 (ca.) Dirigentenklavier J. Erbe, Eisenach
- 1903 Pedalklavier Wilhelm Hirl (Berlin) #238
- 1910 (ca.) „Theinola“, Piano mit Selbstspieler (Phonola), Thein, Bremen
- 1910 (ca.) Pedalklavier Richard Neufeind (Berlin)
- 1935 Kleinklavier („Pianochord“) Theodor Mannborg, Leipzig #53257

### Kielinstrumente
- 1927 Konzertcembalo zweimanualig, Pleyel Modell Wanda Landowska # 22 (Paris)
- 1931 Konzertcembalo zweimanualig, Maendler & Schramm # 251 (München)
- 1932 Tischspinett, Maendler & Schramm # 318 (München)
- 1935 Kleincembalo einmanualig, Hans Hoesch o. Nr. (Hagen)
- 1936 Spinett Modell „Silbermann“ J. C. Neupert #16227 (Bamberg/Nürnberg)
- 1940 Konzertcembalo zweimanualig Ammer (Eisenberg/Thür.)
- 1952 Cembalo einmanualig, Mod. Ruckers Ammer # 743 (Eisenberg/Thür.)
- 1955 „Klein-Cembalo“ einmanualig (Kielinstrument-Zwitter), Klaus Senftleben (Buxtehude)
- 1956 Cembalo zweimanualig Modell „Cristofori“ J. C. Neupert #18786 (Bamberg/Nürnberg)
- 1962 „Cembalino“, J. C. Neupert # 20537 (Bamberg)
- 1966 Kleincembalo einmanualig K. Hutzelmann # 1720 (Eisenberg/Thür.)
- 1967 Kleincembalo einmanualig K. Hutzelmann # 1733 (Eisenberg/Thür.)
- 1977 Hammerspinet Steen Nielsen (Kopenhagen/Dänemark) (Hybridinstrument)
- 1998 Spinett Johann Heinrich Silbermann [Kopie J. C. Neupert, Bamberg 1998]

### Clavichorde
- 1750/70, süddeutsch, anonym
- 1799, Wilhelm Heinrich Bethmann (Kopie J. C. Neupert, 1999)
- 1932, Maendler-Schramm (München)